# Will McIntosh
William D. McIntosh (* 31. Januar 1962 in New York City) ist ein US-amerikanischer Schriftsteller und Psychologe.

## Leben
Der Vater von Will McIntosh, William F. McIntosh, war Brigadegeneral. 1990 promovierte Will McIntosh an der University of Georgia in Sozialpsychologie. Von 1990 bis 2012 war er Professor für Psychologie an der Georgia Southern University in Statesboro. Er zog 2012 nach Williamsburg, Virginia, um sich hauptsächlich dem Schreiben zu widmen. Nebenbei unterrichtet er als Lehrkraft am College of William & Mary, einer staatlichen Universität in Williamsburg. Sein Jugendroman Watchdog aus dem Jahr 2017 erschien 2019 auch in einer übersetzten Ausgabe bei Uitgeverij De Fontein in den Niederlanden, dort als zwei Bücher.
Will McIntosh ist verheiratet und hat Zwillinge.

## Werk

### Kurzgeschichten
Will McIntoshs Kurzgeschichten erschienen unter anderem in den Magazinen Interzone, Albedo One, Abyss & Apex, Andromeda Spaceways Inflight Magazine, Chimeraworld, Lady Churchill’s Rosebud Wristlet, The Drabblecast, Aeon, On Spec., Postscripts, Strange Horizons, Black Static, Asimov’s Science Fiction, Escape Pod, Unplugged, Daily Science Fiction und Lightspeed. Seine Kurzgeschichte Bridesicle gewann 2010 den Hugo Award und den Asimov’s Science Fiction Magazine Readers’ Award und war für den Nebula Award nominiert. Seine Kurzgeschichte Followed wurde 2011 von Regisseur James Kicklighter in Macon, Georgia verfilmt.

### Romane
Aus seiner Science-Fiction-Kurzgeschichte Soft Apocalypse aus dem Jahre 2005, die für den British Science Fiction Association Award und den British Fantasy Award nominiert war, entstand sein erster Roman gleichen Namens (Erscheinungsjahr 2011), in dem der Niedergang der Zivilisation geschildert wird. Der Roman spielt in Savannah, Georgia. Er wurde ins Deutsche, Französische und Spanische übersetzt. In seinem zweiten Roman, Hitchers, der 2012 erschien und in Atlanta spielt, besuchen nach einem Milzbrand-Anschlag, bei dem 600.000 Menschen in Atlanta sterben, die Persönlichkeiten der Gestorbenen die Bewusstseine der Überlebenden sozusagen als Anhalter (Hitcher). Sein dritter Roman, Love Minus Eighty, 2013 erschienen, ist eine Erweiterung seiner Kurzgeschichte Bridesicles.

## Werke

### Romane (Auswahl)
- Soft Apocalypse. Night Shade Books, San Francisco 2011, ISBN 978-1-59780-276-5.
  - Deutschsprachige Ausgabe: Wie die Welt endet. Heyne, München 2013, ISBN 978-3-453-52924-3.
- Hitchers. Night Shade Books, San Francisco 2012, ISBN 978-1-59780-335-9.
- Love Minus Eighty. Orbit, London 2013, ISBN 978-0-356-50214-4.
- Defenders. Orbit, London 2014, ISBN 978-0-316-21776-7.
- Burning Midnight. Delacorte Press, New York 2016, ISBN 978-0-553-53410-8.
- Faller. Tor Books, New York 2016, ISBN 978-0-7653-8355-6.
- Unbreakable. CreateSpace, 2017, ISBN 978-1-5484-2277-6.
- Watchdog. Delacorte Books, New York 2017, ISBN 978-1-5247-1384-3.
- The Future Will Be BS-Free. Delacorte Press, New York 2018, ISBN 978-0-553-53414-6.
- The Classmate. Future House Publishing, Pleasant Grove 2022, ISBN 978-1-950020-58-4.

## Auszeichnungen
- 2002: College of Liberal Arts and Social Sciences Award of Distinction in Teaching der Georgia Southern University
- 2010: Hugo Award für die Kurzgeschichte Bridesicle
- 2010: Asimov’s Science Fiction Magazine Readers’ Award für die Kurzgeschichte Bridesicles
- 2014: Asimov’s Science Fiction Magazine Readers’ Award für die Novelette Over There